# Rajmund Rembieliński
Rajmund Jacek Rembieliński herbu Lubicz (ur. we wrześniu 1775 w Warszawie, zm. 12 lutego 1841 w Łomży) – polski działacz polityczny i gospodarczy w okresie Księstwa Warszawskiego i Królestwa Polskiego, oficer Wojska Polskiego, nadzwyczajny radca stanu Królestwa Polskiego w 1828, prezes Deputacji Administracji Części Departamentu Białostockiego w Łomży w 1808, prefekt płocki, prezes Komisji Województwa Mazowieckiego, poseł na Sejm i marszałek; właściciel ziemski m.in. Jedwabnego i Krośniewic; wolnomularz.

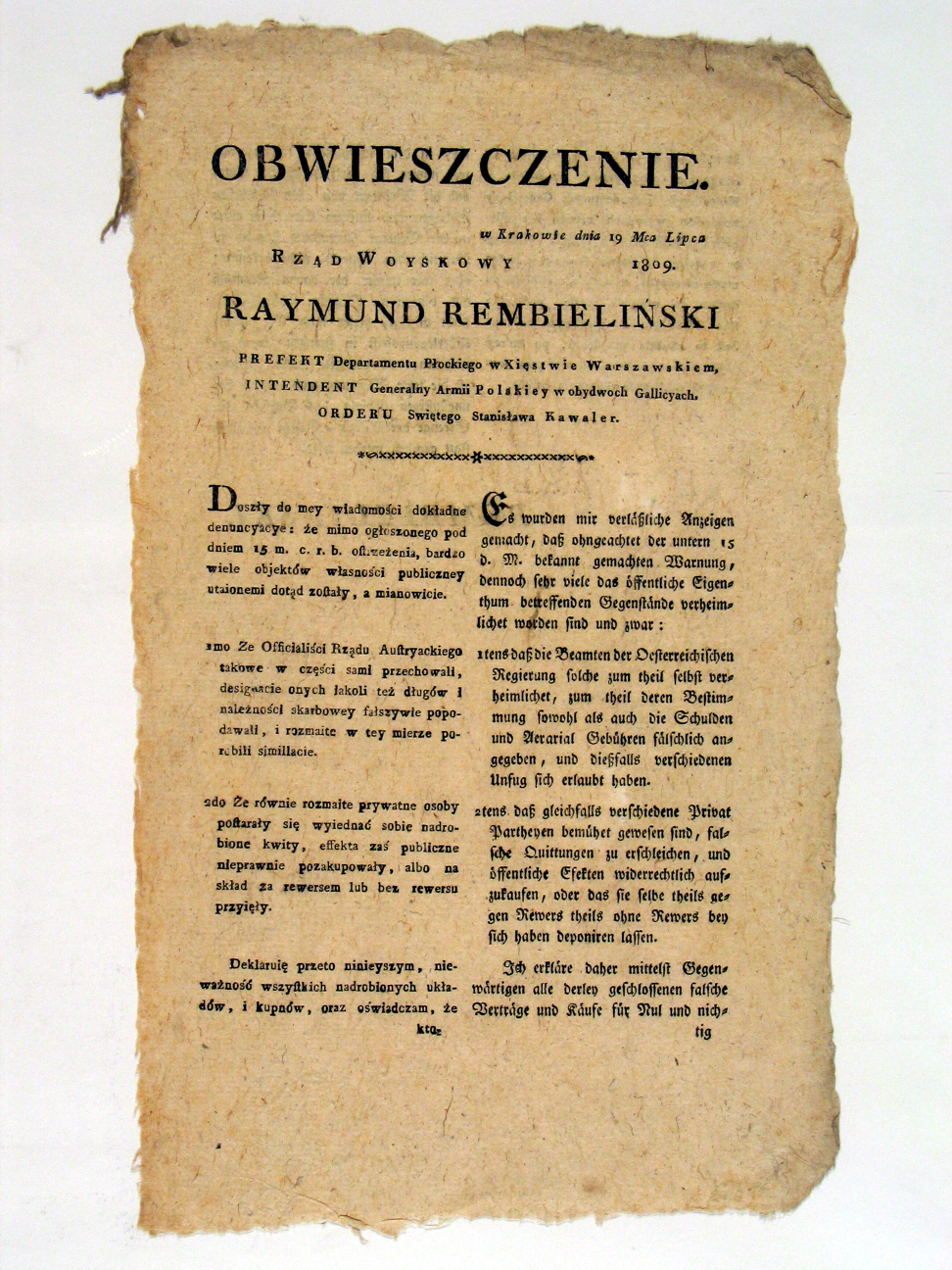
Obwieszczenie Rządu Wojskowego Raymunda Rembielińskiego (1809).

## Młodość
Urodził się w Warszawie. Jego ojciec Stanisław Rembieliński był chorążym wiskim, posłem na Sejmy w latach 1764 i 1766 z ziemi wiskiej, autorem diariuszy sejmowych i sekretarzem króla Stanisława Augusta Poniatowskiego. W 1777 roku zakupił za 20 tys. złp. majątek Jedwabne. Jego matka Marcjanna z Łączyńskich Rembielińska była córką stolnika gostynińskiego Konstantego Łączyńskiego h. Kościesza i Marianny Plichty. Miał również młodszych braci: Andrzeja i Wiktora oraz siostrę Ewę. W 1782 roku Stanisław umarł, a Marcjanna wyszła po raz drugi za mąż za Marcina Ledóchowskiego. Z tego małżeństwa urodziło się dwóch przyrodnich braci Rajmunda: Jan i Józef Walenty. W 1786 roku Rajmund rozpoczął naukę w Akademii Szlacheckiego Korpusu Jego Królewskiej Mości i Rzeczypospolitej. Naukę ukończył po czterech latach w 1790 roku, otrzymując stopień oficera i złoty medal. W 1792 roku umarł Marcin Ledóchowski, a zarządzanie majątkiem i opiekę nad rodziną przejął najstarszy Rajmund.
Podczas Insurekcji Kościuszkowskiej 16 lipca 1794 roku Rajmund został mianowany pułkownikiem milicji ziemi wiskiej, na której organizował oddziały powstańcze. Po upadku powstania nie został objęty carskimi represjami i zajął się rodzinnym majątkiem, m.in. rozwijając, założoną przez jego ojca, fabrykę sukna w Jedwabnem. 15 lutego 1797 roku ożenił się z Agnieszką Heleną Opacką, córką hrabiego Chryzantego Opackiego kasztelana wiskiego i generała majora ziemi wiskiej podczas insurekcji, która wniosła w posagu majątek Krośniewice.
Rajmund Rembieliński był jednym z założycieli powstałego w 1798 roku Towarzystwa Republikanów Polskich.
W 1804 roku nabył majątek makowlański wraz z Sidrą.

## Okres Księstwa Warszawskiego
W 1807 roku po pokoju w Tylży powstało Księstwo Warszawskie. 11 września Komisja Rządząca wybrała Rajmunda Rembielińskiego na prezesa Deputacji Administracyjnej w okręgach łomżyńskim i białostockim, 19 grudnia objął stanowisko prefekta Rady Administracyjnej departamentu łomżyńskiego, jednak z powodu wprowadzenia Kodeksu Napoleona w Polsce nie mógł sprawować urzędu w departamencie, w którym miał majątek ziemski, dlatego 19 stycznia 1808 roku został mianowany prefektem departamentu płockiego.
Po tym, jak Austria 9 kwietnia 1809 roku wypowiedziała wojnę Księstwu Warszawskiemu, Rembieliński objął funkcję dowódcy pospolitego ruszenia w departamencie płockim. Z jego inicjatywy utworzono lazaret w Pułtusku, zapełniono magazyny żywnością oraz przeprowadzono pobór do wojska zgodnie z zasadą „co piątego dymu”, efektem czego było sformowanie 2 Pułku Piechoty Galicyjsko-Francuskiej. Za zasługi przy mobilizowaniu wojsk w departamencie płockim został mianowany przez ks. Józefa Poniatowskiego Generalnym Intendentem Wojsk w Galicji. Po wkroczeniu wojsk Księstwa Warszawskiego do Galicji zajął się porządkowaniem kraju wyniszczonego przez Austriaków, reorganizacją administracji. Z powodu jego stanowczości w wykonywaniu obowiązków, czego efektem były opory ze strony miejscowej szlachty i konfliktu interesów z ordynatem Zamoyskim, tuż po zakończeniu wojny opuścił Galicję i powrócił na stanowisko prefekta departamentu płockiego. Za zasługi podczas wojny 17 czerwca 1809 roku został odznaczony przez króla Fryderyka Augusta Orderem św. Stanisława.
Zajął się rozwojem miast i gospodarki, m.in. zarządził likwidowanie prywatnych młynów i grobli, które zamulały rzeki, wprowadził sześcioletnie zwolnienie od podatku dla osadników, a dla tych przybyłych z Niemiec również zwolnienie z poboru do wojska. W samym Płocku rozpoczęto brukowanie ulic, została założona drukarnia prefekturalna Antoniego Lenteckiego i Samuela Lossmana, w której od 6 października 1810 roku drukowano Dziennik Departamentowy Płocki, a od 15 lutego 1812 Dziennik Urzędowy Departamentu Płockiego. Rembieliński wspierał również oświatę, m.in. przekazując pieniądze dla Szkoły Departamentowej w celu założenia obserwatorium astronomicznego oraz kulturę, z jego inicjatywy zaadaptowano dawny kościół św. Trójcy na Teatr Płocki.
Po wypowiedzeniu wojny przez Napoleona Rosji ponownie Rajmund Rembieliński został powołany na dowódcę pospolitego ruszenia. Po przegranej Napoleona i w obliczu nadchodzących wojsk rosyjskich opuścił Płock razem z wojskami Wielkiej Armii i osiadł w Dreźnie. Po otrzymaniu wiadomości o śmierci matki, powrócił do Polski, aby zarządzać dobytkiem.

## Okres Królestwa Kongresowego
Po utworzeniu Królestwa Polskiego, 8 września 1816 roku Rembieliński został powołany na stanowisko prezesa Komisji Województwa Mazowieckiego. W grudniu tego samego roku małżonkowie Rembielińscy postanowili rozwieść się. W wyniku umowy rozwodowej Rembieliński zatrzymał, otrzymane w posagu dobra krośniewickie i mężenińskie. W 1819 roku ożenił się z Antoniną z domu Weltz. Latem 1820 roku dokonał objazdu po województwie, efektem czego było utworzenie planu uprzemysłowienia województwa, który 10 września 1820 roku został przedstawiony Radzie Administracyjnej, a w osiem dni później zatwierdzony. 30 stycznia następnego roku Komisja Rządowa Spraw Wewnętrznych i Policji powierzyła Rembielińskiemu utworzenie osad sukienniczych w Zgierzu, Przedeczu, Łodzi, Dąbiu, Gostyninie, Łęczycy, Gąbinie, Rawie, Brdowie i Skierniewicach. Początkowo największym ośrodkiem miała być Łęczyca, jednak szybko przerósł ją Zgierz, a następnie głównym ośrodkiem stała się Łódź.
W 1818 roku został wybrany posłem na Sejm powiatu biebrzańskiego, a podczas sesji 1820 roku wybrano go Marszałkiem Sejmu. 5 października tego roku został mianowany radcą stanu.
Po wybuchu powstania listopadowego poparł powstanie w odezwie do obywateli województwa mazowieckiego z 4 grudnia 1830 roku nakłaniając do zbrojnego wystąpienia przeciw zaborcy. 14 stycznia 1831 roku został powołany na członka Komisji Potrzeb Wojskowych. Zniechęcony korupcją, dbaniem o własne interesy przywódców powstania oraz niechęcią ze strony szlachty mazowieckiej podał się do dymisji ze wszystkich stanowisk jakie piastował, która została jednak przyjęta dopiero za drugim razem 15 lutego 1831 roku.
Rembieliński wraz z żoną i synami udał się do Drezna, gdzie przebywał, aż do zakończenia powstania. W wyniku ukazu carskiego, zabraniającego Polakom kształcić dzieci poza granicami Imperium Rembieliński powrócił do Polski, gdzie 31 stycznia 1832 roku został powołany ponownie na prezesa Komisji Województwa Mazowieckiego. Sprzeciwiał się barierze celnej z Rosją oraz powołując się na Konstytucję Królestwa Polskiego z 1815 roku nie wykonał konfiskaty majątków Karola Trzaskowskiego i Marii Wirtemberskiej, za co został zdymisjonowany w sierpniu 1832 roku, jednak pozostawiono prawo do emerytury, jaka przysługiwała mu po 25 latach pracy urzędniczej, której jednak się zrzekł. Zajął się zarządzaniem majątkami. To za jego czasów w Krośniewicach powstał zajazd, młyn parowy, piekarnia, tartak, fabryka cygar, tytoniu i tabaki oraz stacja pocztowa.
W 1840 roku wyjechał razem z synem do uzdrowiska Salzbrunn na Śląsku. W 1841 powrócił w celu załatwienia sprawy w Jedwabnem. Podczas podróży przeziębił się i chory został przywieziony do domu Wiktora Rembielińskiego w Łomży, gdzie zmarł 12 lutego 1841 roku.

## Rodzina
Rajmund Rembieliński ożenił się 15 lutego 1797 roku z Agnieszką Heleną Opacką. Doczekali się jednej córki, która zmarła w wieku niespełna dwóch lat w roku 1807. Małżeństwo po dwudziestu latach zakończyło się rozwodem, pomimo którego małżonkowie pozostali w przyjaźni, a Agnieszka po rozwodzie z drugim mężem była częstym gościem rodziny Rembielińskich. W 1819 roku Rajmund ożenił się po raz drugi z Antoniną Weltz. Z tego małżeństwa urodziło się trzech synów: Aleksander, Konstanty i Eugeniusz.

## Wolnomularstwo
Rajmund Rembieliński był czynnym członkiem towarzystwa wolnomularskiego, osiągając najwyższy, siódmy stopień – Kawalera Różanego Krzyża. Po utworzeniu Księstwa Warszawskiego, na terenach zaboru pruskiego, współorganizował polską lożę w Płocku. W 1819 roku pełnił funkcję I wielkiego dozorcy Wielkiego Wschodu Narodowego Polskiego. Był również członkiem Najwyższej Kapituły i członkiem honorowym lóż Jutrzenki Wschodzącej, Wschodzącego słońca, Doskonałości, Przyjaciół Ludzkości.

## Odznaczenia
- Order Świętego Stanisława (1809)[a][27]
- Order Świętej Anny I klasy (1815)[28]
- Order Świętego Włodzimierza III klasy[28]

## Upamiętnienie
Rajmundowi Rembielińskiemu poświęcona jest powieść biograficzna Danuty Bieńkowskiej pt. Kawaler Różanego Krzyża (Wydawnictwo Łódzkie, Łódź 1973).
Jest patronem Koła Przewodników Turystycznych  przy łódzkim oddziale PTTK im. Jana Czeraszkiewicza (od 2013).
Jego imię noszą ulice w Łodzi (Ulica Rajmunda Rembielińskiego w Łodzi), Płocku i Zgierzu.
Rajmunda Rembielińskiego upamiętnia również Pomnik Początków Miasta Łodzi odsłonięty 25 lipca 2015 r. u zbiegu al. Politechniki i ul. R. Rembielińskiego (jako element plastyczny CH-R „Sukcesja”)  .